# Heptranchias perlo
Lo squalo manzo (Heptranchias perlo Bonnaterre, 1788) è uno squalo della famiglia Hexanchidae, ed è l'unico membro del genere Heptranchias.

## Areale e habitat
Non è molto comune, ma il suo areale è ampio attraverso le zone tropicali e temperate di tutti gli oceani, ad eccezione dell'Oceano Pacifico nordorientale. Nell'Oceano Atlantico Occidentale abita le acque dalla Carolina del Nord negli USA fino alla parte settentrionale del Golfo del Messico, Cuba compresa, e più a Sud la zona tra il Venezuela e l'Argentina. In quello Orientale, lo si è rinvenuto dal Marocco alla Namibia, ed anche nel Mediterraneo. Vive anche nell'Oceano Indiano ad Ovest dell'India, presso Aldabra, a Sud del Mozambico, ed in Sudafrica. Nel Pacifico infine, è stato trovato dal Giappone alla Cina, in Indonesia, Australia, Nuova Zelanda a Nord del Cile.
Vive sul fondale e nella zona pelagica. Sono state catturate specie dalla superficie ai 1000 metri di profondità, ma in genere abitano tra i 150 ed i 450 metri. Principalmente vivono sulla piattaforma continentale, ma possono radunarsi attorno ai seamount.

## Tassonomia
Il nome Heptranchias deriva dal Greco heptra cioè "sette braccia", e agchein, cioè "strozzatura", in riferimento alle sette paia di fessure branchiali.  Alcuni autori assegnano alla specie una sua famiglia, quella degli Heptranchiidae.

## Aspetto

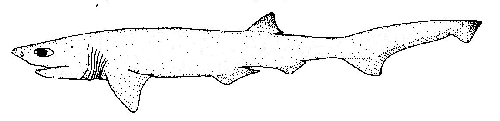
Disegno di uno squalo manzo.

La caratteristica fondamentale che distingue la specie è la presenza di 7 paia di fessure branchiali che si estendono sino alla gola. Di solito grandi tra i 60 ed i 120 cm, questi squali possono raggiungere anche gli 1.40 metri. Il corpo è snello e fusiforme, la testa è sottile ed appuntita e gli occhi sono relativamente grandi e verdi fluorescenti in alcuni individui. L'unica pinna dorsale nasce al di sopra dei margini interni delle pinne pelviche, è dritta sul margine anteriore e concava su quello inferiore, e la sua punta è arrotondata. La pinna anale è di piccole dimensioni ed i margini sono praticamente diritti. Anche le pinne pettorali sono piccole ed il margine esterno è leggermente concavo. La bocca è appuntita e molto ricurva, e contiene da 9 ad 11 denti per lato sulla mascella superiore e 5 per lato sulla inferiore. I denti superiori sono appuntiti e presentano piccole cuspidi laterali, quelli inferiori sono bassi, larghi e disposti a pettine. Questi squali sono dotati di un peduncolo caudale allungato. I dentelli dermici sono molto sottili e trasparenti, e presentano una linea mediana e due cuspidi terminali. Il corpo è marroncino, e a volte presenta macchie scure indistinte; nei giovani si notano delle macchie bianche in corrispondenza delle punte della pinna dorsale e di quella caudale, mentre negli adulti i margini di tutte le pinne sono più chiari del resto del corpo.

## Alimentazione
A dispetto delle dimensioni relativamente piccole, la specie è considerata un top predator negli ecosistemi che abita. In generale si nutre di piccoli squali e razze, piccoli pesci ossei, gamberi, granchi, aragoste, seppie ed altri cefalopodi.
Presso il Great Meteor Seamount nell'Atlantico Occidentale si nutre soprattutto di teleostei e cefalopodi, ed in misura minore di piccoli pesci cartilaginei. Al largo della Tunisia invece, oltre ai teleosti predilige i crostacei. In Australia, tra i teleosti più consumati ci sono il Lepidorhynchus denticulatus per quanto riguarda gli individui piccoli, Gempylus serpens e trichiuridi per quanto riguarda gli individui più grossi. La nuotata è molto vigorosa, e l'attività alimentare aumenta nelle ore notturne. A volte la specie può diventare preda di altri squali. I parassiti che conosciamo sono i nematodi dei generi Anisakis e Contracaecum, ed il cestode Crossobothrium dohrnii.

## Riproduzione
La specie è ovovivipara, ed apparentemente non esistono stagioni dell'accoppiamento. La madre mette al mondo da 9 a 12 cuccioli per volta, che alla nascita sono lunghi circa 26 cm. Alla maturità i maschi sono lunghi tra i 75 e gli 85 cm e le femmine tra i 90 ed i 100. La maturità sessuale nel maschio è inoltre sottolineata dalla formazione di muco sulla punta degli emipeni.

## Rapporti con l'uomo
La specie è molto attiva e può essere aggressiva e mordere quando è pescata, ma in generale è considerata troppo piccola per essere pericolosa per l'uomo. Questi squali sono pescati in numeri non molto grandi in modo accidentale durante la pesca commerciale in acque profonde, dai pescherecci a lunga tratta e durante la pesca a strascico. Sono utilizzati per la produzione di farina di pesce ed olio ricavato dal fegato. La carne è di buona qualità, ma mediamente velenosa Si crede che questa specie a lenta riproduzione sia in rapido declino in zone interessate dalla pesca di profondità, ed essa è classificata come Near Threatened (cioè prossima alla minaccia) dalla Unione internazionale per la conservazione della natura. Occasionalmente in Giappone si è riusciti a mantenere questi squali in cattività.